# Etienne Cap
Etienne Cap (Burcht, 26 januari 1942) is een Belgisch solotrompettist in het genre jazz en lichte muziek.

## Leven en werk
Etienne Cap kreeg zijn eerste instrumentale opleiding van zijn broer Jean. Na zijn studies aan het Koninklijk Conservatorium Antwerpen, van 1955 tot 1961, werd hij in 1964 eerste trompettist bij het voormalige BRT radio- en televisieorkest, onder leiding van Francis Bay. In 1971 haalde Max Greger hem naar zijn orkest in Duitsland en tussen 1977 en 1992 maakte Cap deel uit van het orkest van Hugo Strasser. Hij speelde eveneens bij James Last en Helmut Brandenburg. Etienne Cap bracht platen uit onder zijn eigen naam en werkte als studiomuzikant, arrangeur en componist. Met Giuseppe Solera en Georges Delagaye richtte hij in 1979 de muziekuitgeverij Solcade en het label Alpana op, waarvoor hij de LP Latin Dancing en de single Urbanus Melodie opnam. Hij nam ook muziek op onder het pseudoniem Stephan Pola. Wegens gezondheidsredenen trok hij zich terug uit het actieve muziekleven in 1997.

## Gedeeltelijke discografie
- Trumpet Trip (Studio One 1976)
- Munich Pop Orchestra, Etienne Cap Welthits der Trompete (Global Records and Tapes)
- Etienne Cap and His Orchestra Flight of Fancy (Intersound)